# Édouard Glissant
Édouard Glissant (Sainte-Marie, 21 september 1928 – Parijs, 3 februari 2011) was een Frans-Antilliaans schrijver, dichter en literair criticus. Hij wordt erkend als een van de meest invloedrijke figuren op het gebied van Caribische literatuur.

## Biografie

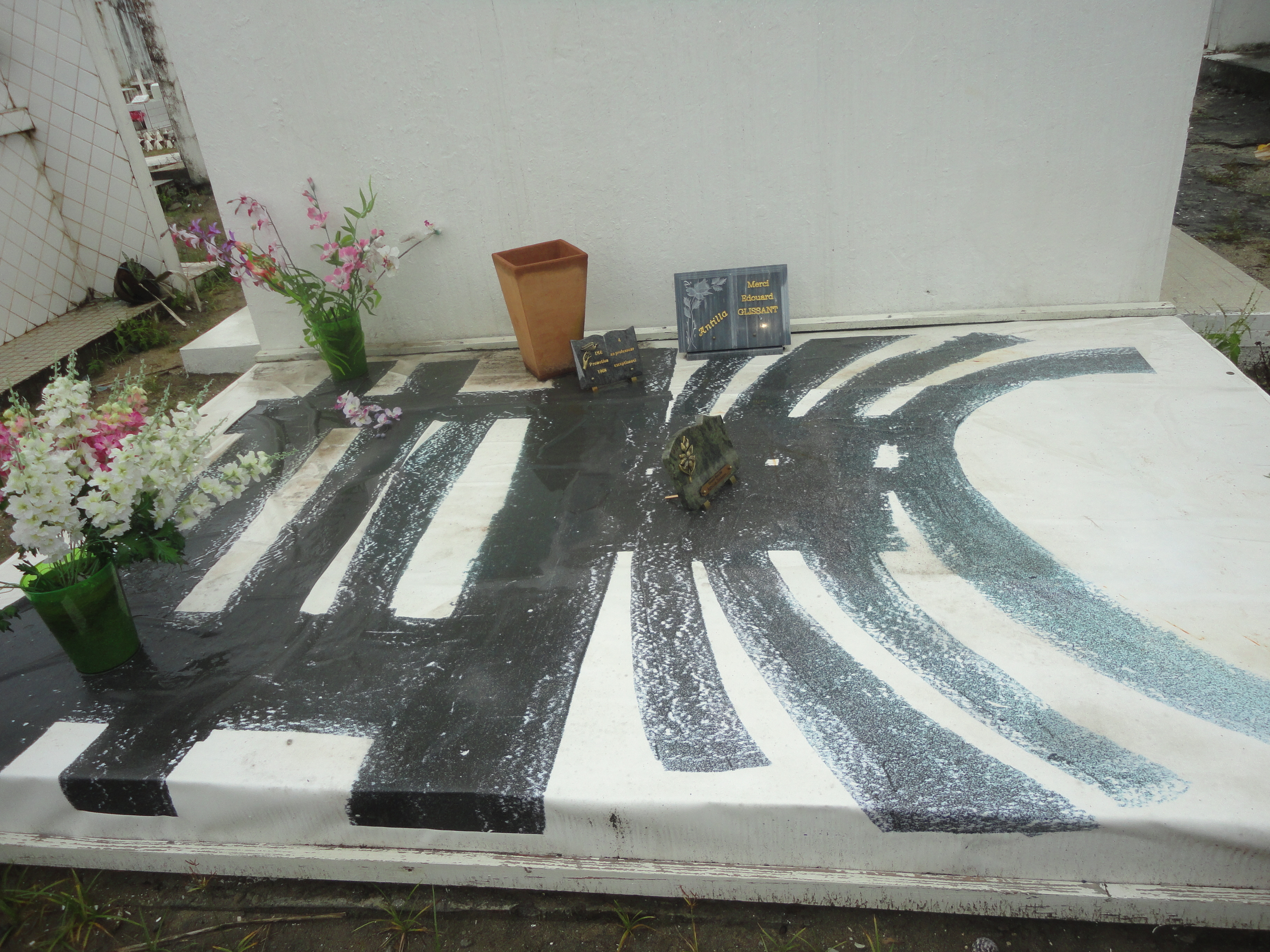
Graf van Glissant

Glissant werd geboren in Sainte-Marie in het Franse overzeese departement Martinique. Hij studeerde aan het Lycée Schoelcher, waar de dichter Aimé Césaire ook had gestudeerd. Césaire vormde voor Glissant een belangrijke bron van inspiratie.
In 1946 verliet Glissant Martinique en vertrok naar Parijs. Hier studeerde hij Etnografie in het Musée de l'Homme, en geschiedenis en filosofie aan de Universiteit van Parijs. Hij haalde zijn PhD.
In 1959 richtte Glissant samen met Paul Niger de separatistische beweging Antillo-Guyanais pour l'Autonomie op. Hiervoor verbood Charles de Gaulle hem om tussen 1961 en 1965 Frankrijk te verlaten. In 1965 keerde Glissant terug naar Martinique en richtte daar het Institut martiniquais d'études op. Hij stichtte tevens Acoma; een publicatie voor sociale wetenschappen. Glissant verbleef afwisselend in Martinique, Parijs en New York.
Glissant was een belangrijk literair criticus voor de literaire stroming genaamd Négritude. Hij werd ook gezien als vaderfiguur voor de bijbehorende Créolitéschrijvers als Patrick Chamoiseau en Raphaël Confiant. In zijn eerste roman omschreef Glissant het politieke klimaat in het Martinique van de jaren 40. Zijn werk werd vaak omschreven als een belangrijke bijdrage aan postkoloniale literatuur, maar ook vergelijkbaar met het werk van de Franse filosofen Félix Guattari en Gilles Deleuze.
In 1995 werd Glissant professor Frans aan het CUNY Graduate Center. In januari 2006 vroeg Jacques Chirac hem of hij interesse had president te worden van een nieuw cultureel centrum over de geschiedenis van de slavenhandel.
Glissant stierf in Parijs op 82-jarige leeftijd.

### Romans
- La Lézarde. (1958) Nouvelle édition, Parijs: Gallimard, 1997.
- Le Quatrième Siècle. (1964) Parijs: Gallimard, 1997.
- Malemort. (1975). Nouvelle édition, Parijs: Gallimard, 1997.
- La Case du commandeur. (1981) Nouvelle édition, Parijs: Galliamard, 1997.
- Mahagony. (1987) Nouvelle édition, Parijs: Gallimard, 1997.
- Tout-Monde. Parijs: Gallimard, 1993.
- Sartorius: le roman des Batoutos. Parijs: Gallimard, 1999.
- Ormerod. Parijs: Gallimard, 2003.

### Gedichten
- La Terre inquiète. Lithographies de Wilfredo Lam. Parijs: Éditions du Dragon, 1955.
- Le Sel Noir. Parijs: Seuil, 1960.
- Les Indes, Un Champ d'îles, La Terre inquète. Parijs: Seuil, 1965.
- L'Intention poétique. (1969) (Poétique II) Nouvelle édition, Parijs: Gallimard, 1997.
- Boises; histoire naturelle d'une aridité. Fort-de-France: Acoma, 1979.
- Le Sel noir; Le Sang rivé; Boises. Parijs: Gallimard, 1983.
- Pays rêvé, pays réel. Parijs: Seuil, 1985.
- Fastes. Toronto: Ed. du GREF, 1991.
- Poèmes complets. (Le Sang rivé; Un Champ d'îles; La Terre inquiète; Les Indes; Le Sel noir; Boises; Pays rêvé, pays réel; Fastes; Les Grands chaos). Parijs: Gallimard, 1994.
- Le Monde incréé: Conte de ce que fut la Tragédie d'Askia; Parabole d'un Moulin de Martinique; La Folie Célat. Parijs: Gallimard, 2000.

### Essays
- Soleil de la conscience. (1956) (Poétique I) Nouvelle édition, Parijs: Gallimard, 1997.
- L’Intention poétique (1969) (Poétique II) Nouvelle édition, Parijs: Gallimard, Gallimard, 1997.
- Le Discours antillais. (1981) Parijs: Gallimard, 1997.
- Poétique de la Relation. (Poétique III) Parijs: Gallimard, 1990.
- Discours de Glendon. Suivi d'une bibliographie des écrits d'Edouard Glissant établie par Alain Baudot. Toronto: Ed. du GREF, 1990.
- Introduction à une poétique du divers. (1995) Parijs: Gallimard, 1996.
- Faulkner, Mississippi. Parijs: Stock, 1996; Parijs: Gallimard (folio), 1998.
- Racisme blanc. Parijs: Gallimard, 1998
- Traité du Tout-Monde. (Poétique IV) Parijs: Gallimard, 1997.
- La Cohée du Lamentin. (Poétique V) Parijs: Gallimard, 2005.
- Ethnicité d'aujourd'hui Parijs : Gallimard, 2005.
- Une nouvelle région du monde. (Esthétique I) Parijs: Gallimard, 2006.
- Mémoires des esclavages (avec un avant-propos de Dominique de Villepin). Parijs: Gallimard, 2007.
- Quand les murs tombent. L'identité nationale hors-la-loi ? (avec Patrick Chamoiseau). Parijs: Galaade, 2007.
- La terre magnétique : les errances de Rapa Nui, l'île de Pâques (avec Sylvie Séma). Parijs: Seuil, 2007.

### Theater
- Monsieur Toussaint. (1961) Nouvelle édition: Parijs: Gallimard, 1998.